# Stazione di Pessinetto
La stazione di Pessinetto è una stazione ferroviaria situata sulla ferrovia Torino-Ceres. Serve il centro abitato di Pessinetto, nella città metropolitana di Torino.
Precedemente gestita dal Gruppo Torinese Trasporti (GTT), dal 1 gennaio 2024 è gestita da Rete Ferroviaria Italiana (RFI).

## Storia
Costruita nel 1915 secondo il progetto dell'ing. Alberto Scotti, è costituita da un corpo principale a tre piani fuori terra con tetto a falde in legno e rivestimento in lose; la struttura dell'edificio è in mattoni e cemento armato e non è presente alcuna pensilina.

## Impianti
La stazione è fornita di un fabbricato merci in muratura con tetto a falde in legno e rivestimento in lamiera.
Sono presenti 2 binari e, originariamente, vi era anche un piazzale fornito di un paio di binari tronchi adiacente al fabbricato merci.

## Movimento
La stazione è servita dagli autobus sostitutivi della linea SFM A che comprono la tratta ferroviaria attualmente sospesa Germagnano-Ceres.

## Servizi
La stazione dispone di:
- Biglietteria automatica
- Sala d'attesa
- Servizi igienici